# يهود حبان
يهود الحبانية (بالعبرية: חַבָאנִים) هي مجموعة قبائل يهودية من اليهود اليمنيين من منطقة حبان في شرق اليمن (في محافظة شبوة الحديثة). مدينة حبان تضم جالية يهودية تبلغ حوالي 450 شخص في عام 1947 والذي كان يعتبر ربما بقايا المجتمع الأكبر الذي عاش في بشكل مستقل في المنطقة قبل تراجعه في القرن السادس. اختفت الجالية اليهودية في حبان من على خريطة حضرموت جنوب شرق اليمن مع هجرتهم إلى إسرائيل في خمسينات القرن العشرين.

## التاريخ القديم والعصور الوسطى

منطقة في جنوب اليمن / عدن حيث تم العثور على الجزء الأكبر من يهود حبان.

هناك العديد من الأساطير التي بني إسرائيل مكان في المملكة في وقت مبكر من الكومنولث الأولى لإسرائيل. واحدة من هذه الأساطير تقول أن الملك داود أو الملك سليمان أرسل جنود من بني إسرائيل إلى هذه المنطقة وأسطورة أخرى تقول أن الهجرة كانت بسبب تدمير الهيكل الأول. ومع ذلك تذكر أسطورة أخرى مشتركة مع يهود شمال اليمن أن النبي إرميا سافر برفقة 75 ألف شخص بما في ذلك الكهنة واللاويين إلى اليمن. يهود جنوب اليمن لديهم أسطورة تقول أنهم من نسل يهوذا الذين استقروا في المنطقة قبل تدمير الهيكل الثاني. وفقا للأساطير ينتمي هؤلاء اليهود إلى لواء أرسله الملك هيرودس للمساعدة في قتال جحافل في المنطقة.
كانت تشايبر ويثرب أكثر مدينتين حافظتا على وجود الجالية اليهودية في جزيرة العرب مع المحافظة على قدر من الاستقلال. يهود يثرب يتشارؤكون العيش مع قبيلتينين عربيتين التي كانت العلاقة بينهما أحيانا ودية وأحيان أخرى معادية. وفقا للأسطورة ينحدر اليهود في خيبر من الركابيين الذين تحت مؤسس العشيرة يوناداب بن راتشيف أدى إلى التحول إلى بدو رحل. بعد تدمير الهيكل الأول رسم الهيكل في واحة تضم أشجار النخيل وحقول الحبوب. تقع الواحة استراتيجيا على الطريق العربي الذي يصل إلى إسرائيل وسوريا تسعين ميلا إلى الشمال من المدينة المنورة. محاربو الركابيين من خيبر قاموا ببناء خط من الحصون والقلاع لكي يتعذر الوصول إليها.
سافر ما بين 1165 و1177 الرحالة بنيامين التطيلي جنوبا حتى عدن. وفقا لسجل سفر التطيلي أنه وجد قبيلة محاربين يهود يعيشون بطريقة مستقلة في العديد من المناطق الجبلية بالقرب من منطقة من تهامة في اليمن. وأشار إلى أن هذه المجموعة من اليهود كانوا في بعض الأحيان في قتال مسلح مع مختلف قبائل شمال أفريقيا وكان أيضا على اتصال مع الجاليات اليهودية في بلاد فارس ومصر.
استطاع اليهود أن يشكلوا وجود يهودي كبير في جنوب اليمن بعد أن استطاع اليهود اقناع القبيلة الحميرية وكذالك قبائل بلاد الضاهرالممتدة من حدود جبال سرو حمير ( يافع ) الى صعيد شبوة شرقاً في اعتناق الديانة اليهودية ومنها قبيلة جرهوم الشهيرة منذ ما يقرب من 100 قبل الميلاد وفقا لاخبار المورخين المسنود بالمخطوطات ليهود الحبانية الذين هاجروا جنوبا واستقروا في منطقة تعرف باسم المرخ (بالعبرية: אלמרך) بالقرب من الجبل المعروف باسم إيشاف (بالعبرية: אשב) الذي يبعد 10 كيلو متر شرق مدينة حبان. المنطقة التي كانت تعرف باسم جبل دعاه (بالعبرية: הר דעה) قيل أنه تم مرة واحدة تولي منصب الحاخام الأكبر كما كان لها علاقات مع قبيلة حمير.

## هيكل بلدية الحبانية
كانت العشائر الكبرى من حبان معاتوف، معاتوف-دوه، هليل، شماخ، مايفاعي، وعدني. وشملت المهن التقليدية الفضة والحدادين والصاغة، وصنع الأواني المنزلية، والرجال العاملين وخاصة في تجارة المسافات الطويلة.
واقاموا الموارد التجارية في كل منطقة مثل مورد السودا ومورد مرخه ومورد البيضاء ومورد البرخ وغيرها من الموارد المنتشرة في تلك الحقبة المزدهرة
والمورد هو مكان واسع تورد الية القوافل التجارية المحملة بالبضائع من جميع الجهات حيث تتوفر في المورد مخيمات ومباني للراحة وكل مايحتاج اليه اصحاب القوافل من وسائل الراحة والطعام والشراب لهم ولجمالهم وقوافلهم وتسويق بضائعهم
في القرن 16 وبفضل نصيحة من اليهودي الحباني سليمان الحكيم حصل اليهود على قطعة أرض خاصة بهم في حبان. في أواخر القرن 17 ضرب الجفاف الشديد حبان مما أدى إلى تغييرات ديموغرافية كبيرة. وقعت الأسر الحبانية تحت ضغوط مكثفة لإعادة الإنتاج للمساعدة في إعادة الناس إلى المجتمع على الرغم من النقص الحاد في النساء. ولكن أهم أثر للجفاف كان نزوح واسع النطاق ليهود حبان وكذالك اهم القبائل اليهودية الحميرية في بلاد الضاهر ومنها قبيلة جرهوم وقبيلة كهنون وبيجان وهم بطنان مهمان من بطون جرهوم الضاهرية اليهوديةاذ كانوا يعتبرون من اثرياء اليهود في عموم البلاد وهم الذين اوكلت إليهم إدارة شؤون القبائل التجارية بلاد الضاهر باكملها وتؤكد بعض النصوص التاريخية اليهودية انهم اول من مارس الاحتكار التجاري واول من قاموا بإنشاء الموارد التجارية في جميع المدن تغريباً لكنهم بالنهاية اصبحوا من ضمن الذين قادرو بلاد الضاهر والحبانية إلى جميع أنحاء اليمن وخارجها.وكانو آل جرهوم من ضمن القبائل التي استوطنت يافع عندما تحالفوا مع الطاهريين ضد بني رسول في أواخر القرن الرابع عشر الميلادي

### الكنيس
في حبان كان هناك معبدين لليهود مقسمين بين العائلتين اليهوديتين الكبيرتين معاتوف وهليل. وكان المعبد الأقدم تابع لأسرة هليل بينما بين عالة معاتوف كنيس جديد. يتردد على كنيس أسرة هليل أفراد من عائلات شماخ، مايفاعي، وعدني. الكنيس لم يخدم سوى غرض صلاة الجماعة خلال يوم السبت.

## التقاليد الدينية
كان يهود حبان على الرغم من عزلهم عن معظم الجاليات اليهودية اليمنية قادرين على الحفاظ على مستويات مختلفة من الاتصال مع السكان اليهود في الشمال وتوجد صفات مشتركة أكبر بينهما. ملكوا النصوص الدينية مثل التلمود، الميشناه التوراة، أروكه، واجبات القلب. حتى الآن عادات وتقاليد يهود حبان سجعلهم مميزين.

### كتاب الصلاة
حتى موعد الهجرة إلى إسرائيل فإن يهود حبان لا يمتلكون العديد من النصوص المكتوبة ويرجع ذلك إلى عدد من العوامل مثل السفر المستمر من الرجال من مجتمعاتهم فضلا عن سرقة نصوصها الموجودة لديهم. من أجل سد الفجوة قام الحاخام شالوم اسحق معاتوف دوه بتجميع كتاب الصلاة استنادا إلى تقاليد حبان بالإضافة إلى تقاليد المجتمعات اليمنية والشامية كذلك. وقال انه لم يعش ليرى الطبعة الأولى من السيدور له ولكن تم الانتهاء من العمل من قبل ابنائه وابنه في القانون أفنير معاتوف.

### قراءة التوراة والترجوم
اليهود اليمنيين والناطقين والآراميين الناطقين باللغة اليهودية الكردية هي المجتمعات فقط الذين يحافظون على تقاليد قراءة التوراة في الكنيس باللغتين العبرية والآرامية الترجوم. بعض المعابد اليهودية غير اليمنية لديهم شخص معين يسمى كورة بعل يقوم بقراءة التوراة عندما يتم استدعاء المصلين إلى التوراة لعاليه ولكن في المجتمعات اليمنية كل شخص دعا إلى التوراة لعاليه يقرأ لنفسه. يتبع كل آية من التوراة في قراءة العبرية من الآرامية وأحيانا ترجمة عربية إضافية هتاف عادة من قبل الأطفال.

### عيد الفصح
وقبل عدة أسابيع من عيد الفسح يبدا يهود حبان في الاستعدادات مثل دهن جدران منازلهم باستخدام الحجر المعروف في اللغة العربية بوصفها قتات (بالعبرية: קטאט) الذي يكون ذائبا في الماء ويعطي اللون الأبيض. تم جلب الأشياء المنزلية الخاصة مثل الأواني (بالعبرية: אלטסות) والغلايات (بالعبرية: אלדלל) واللوحات التي تخدم (بالعبرية: אלתחון) والتي كانت تستخدم على وجه التحديد فقط لعيد الفصح.
تعد المرأة الدقيق ويقوم الرجال بخبزه. يتم تجهيز خبز ماتزاه قبل يوم عيد الفصح بعد منتصف النهار مع تلاوات مختلفة من تسبيحة صلاة في مجموعات. تتكون المجموعة الأولى من الغناء خطوط تسبيحة صلاة في حين أن المجموعة الثانية نود الإجابة مع بيان (بالعبرية: הללויה) أو (بالعبرية: כי לעלום חסדו) .

### عيد نزول التوراة
مماثل لغيره من الأيام المقدسة فإن يهود حبان يعدون الطعام قبل يوم العيد ويمنحونه للفقراء. يرتدي اليهود أفضل الملابس قبل الذهاب إلى المعبد للصلاة.
يتم إعداد وجبة إفطار خاصة لعيد نزول التوراة مع نوع من الحلويات المعروفة باسم ميتزوباه (بالعبرية: מעצובה) حيث يقدم مع العسل والزبدة المقلية والحليب.
بعد وجبة الإفطار كان لديهم تقليد صب الماء على بعضه البعض كرمز لشعب إسرائيل الذي تلقى التوراة في جبل سيناء مع الماء يجري رمزية من التوراة على أساس اشعياء 55:1 التي تنص على ان «كل الذين هم عطشى حان المياه». أول من بدء هذا التقليد موري اسحق بن سالم الذي من شأنه صب قطرات من الماء بين يديه من يستطيع أن يقول، «أنا ألقى المياه النقية عليك وعلى أنه ينقي لكم من كل الشوائب الخاص،».

## العصر الحديث
في عام 1912 جاء المبعوث الصهيوني شموئيل يافنئيلي من أجل التواصل مع يهود حبان الذين فكوا أسره عندما تم القبض عليه وسرقته من قبل ثمانية من البدو في جنوب اليمن. يافنئيلي كتب عن يهود حبان واصفا إياهم بالطريقة التالية:
وصف يافنئيلي مزيد من بنية المجتمع بالإشارة إلى أن عشيرة زكرياء الذين كانوا أول عشائر يهودية حبان وأنهم كانوا تجار محليين للفضة، جلد الجلود، والترقيع. وأشار كذلك إلى أنهم كانوا يأكلون اللحوم فقط يوم السبت وكان يعتبر حتى القهوة من الكماليات.
ووفقا للحاخام يوسف ماغوري-كوهين:
وأشار يافنئيلي أن عام 1911 لم يكن هناك سوى 60 أسرة يهودية غادرت حبان. وأشار بن إبراهيم الحباني الذي ولد في حبان وهاجر إلى إسرائيل في عام 1945 بأنه كان هناك 700 يهودي في حضرموت 450 منهم كانوا في حبان.

## الهجرة إلى إسرائيل
طليعة من يهود حبان بقيادة عائلة زكرياء الذي أصبح مسئولا عن تعجيل نقل اليهود من حضرموت إلى أرض إسرائيل. حسبما ذكر بأنهم يعانون من الجوع وأوامر حاكم حبان حسين عبد الله وأولاده والمال الذي اقترضوه من المسلمين بفائدة عالية. بدأت الوكالة اليهودية عملها وغادر عدد قليل من العائلات حضرموت. بعد عام 1948 رحلت أعداد صغيرة من يهود حبان إلى عدن وكانت تضطر للقتال في بعض الأحيان قبائل عربية معادية على طول الطريق ومن هناك تم نقلهم جوا بشكل جماعي إلى إسرائيل كجزء من عملية البساط الطائر.
يصف المسار الذي اتبعه معظم الحبانيين الذين شاركوا في الجسر الجوي الإسرائيلي عملية البساط السحري:
في إسرائيل الحبانيون استقروا في القريتين الصغيرتين: كفار شاليم قرب تل أبيب بيريكيت على بعد ميلين من مطار بن غوريون.